# Jordaniens flagga
Jordaniens flagga är en trikolor i de panarabiska färgerna svart, vitt och grönt, med en röd triangel med en vit stjärna vid den inre kanten. Flaggan antogs den 16 april 1928 och har proportionerna 1:2.

## Historik
Flaggan bygger på den flagga som användes under den arabiska revolten mot det osmanska riket 1916-1918. Revolten leddes av sharif Hussein ibn Ali, tidigare emir i Mekka och av hashimitisk börd. Husseins andre son Abdullah blev 1921 emir och 1946 kung i det som utgör dagens Jordanien. Den vita stjärnan infördes när Jordanien fick självständighet 1928 (då under namnet Transjordanien). Jordanien regeras idag av Abdullah II, Abdullah I:s sonsonson.

## Symbolik
Färgerna svart, vitt och grönt står för de abbasidiska, umayyadiska och fatimidiska dynastierna. Den röda triangeln står för hashimitdynastin och den arabiska revolten. Den sjuuddiga vita stjärnan har två betydelser: dels symboliserar den de sju verserna i den första suran i Koranen, dels symboliserar den de arabiska folkens enighet.

## Se även

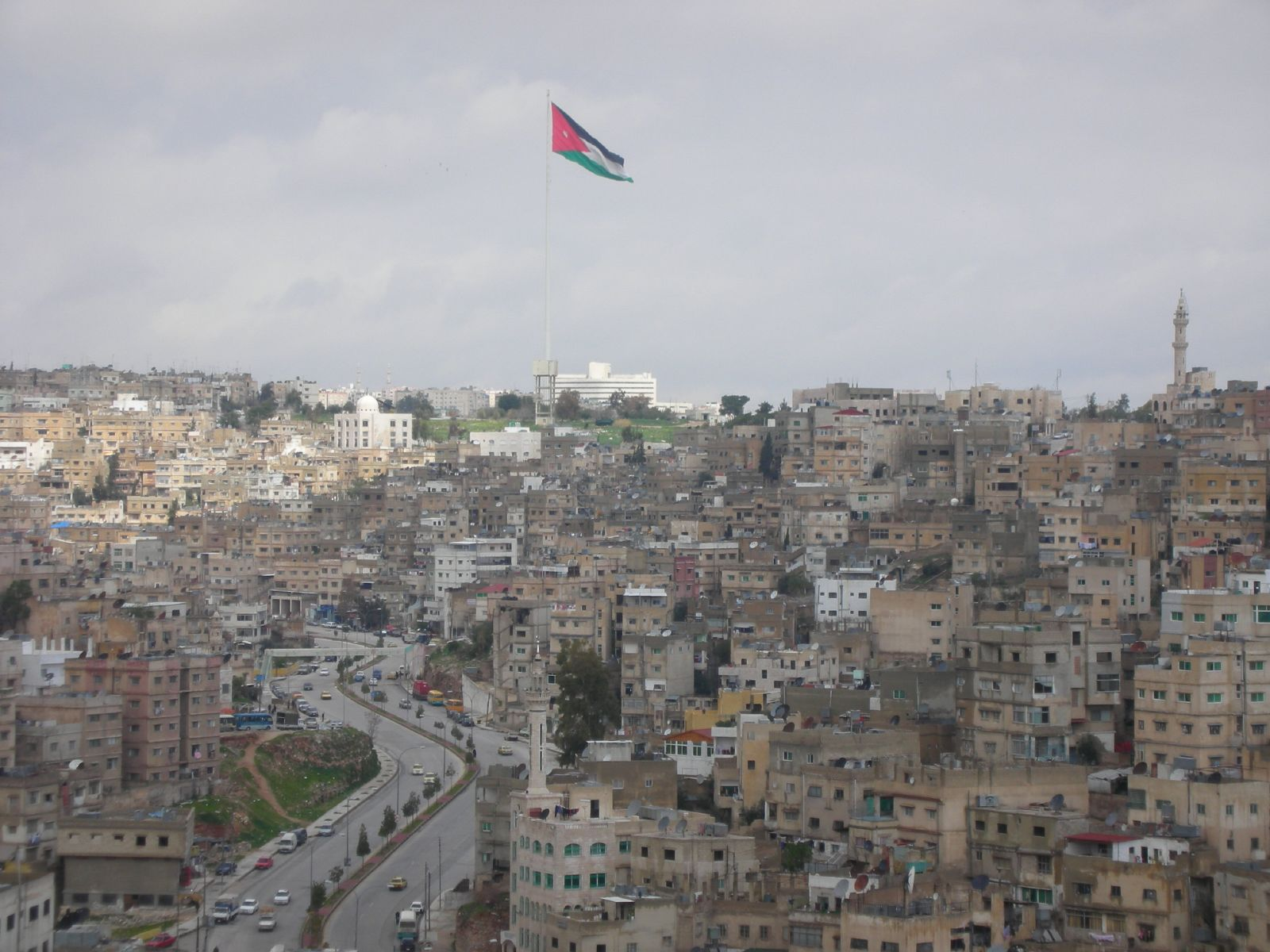
126,8 meter hög flaggstång i Amman, Jordanien